# デヴィッド・バーリー
デヴィッド・バーリー（David Burghley、1905年2月9日 - 1981年10月22日）は、イギリスの陸上競技選手、貴族、政治家。
襲爵後の本名は、第6代エクセター侯爵デヴィッド・ジョージ・ブラウンロー・セシル (David George Brownlow Cecil, 6th Marquess of Exeter KCMG KStJ) で、上記の名乗りは爵位継承前の儀礼称号バーリー卿 (Lord Burghley) から取ったもの。家名(姓)はバーリーではなくセシルである。

## 経歴
第5代エクセター侯爵ウィリアム・セシルと妻ミラ・ロウェナ・シベル（1879年12月22日 – 1973年、第4代ボルトン男爵ウィリアム・オード＝ポーレットの娘）の息子として、1905年2月9日にリンカンシャーのバーリー・ハウスで生まれた。イートン・カレッジ、ケンブリッジ大学モードリン・カレッジで教育を受けた。
バーリーはパブリックスクール時代、そして学生時代は非常に名の通った陸上選手であった。英国AAA選手権の120ヤード走で1929年から3連覇、440ヤードハードルでは1926年から3連覇、さらに1930年からも3連覇を果たしている。
バーリーが最初にオリンピックの舞台に立ったのは、1924年パリオリンピックであった。110mハードルに出場したバーリーであったが、予選を突破することができなかった。バーリーは、1928年アムステルダムオリンピックに連続出場を果たす。110mハードルは前回に引き続き準決勝で敗退したものの、400mハードルではアメリカのフランク・クーヘル、モーガン・テイラーを破り金メダルを獲得した。さらにバーリーは、1930年に開催された、大英帝国競技大会(現在のコモンウェルスゲームズ)でも、120ヤード、440ヤードの2つのハードル種目と、4×400mリレーで金メダルを獲得した。
1931年イギリス総選挙で保守党候補としてピーターバラ選挙区から出馬、26,640票を得て庶民院議員に当選した。翌年のロサンゼルスオリンピックには議会を欠席し出場、400mハードルでは5位に終わったものの、4×400mリレーでは銀メダルを獲得した。
バーリーはその後、英国陸連の会長を40年間務め、1946年から30年間、国際陸連の会長の職を務める。国際オリンピック委員の職に48年、さらに1948年ロンドンオリンピックの組織委員長を務めた。
1935年イギリス総選挙で22,677票を得て再選した。1943年にバミューダ総督に任命されると、同年9月20日にチルターン・ハンドレッズ執事に任命され、議員を退任した。
1943年9月8日、聖マイケル・聖ジョージ勲章ナイト・コマンダーを授与された。同年12月23日、バミューダ民兵隊の名誉隊長に任命された。1944年7月1日、セント・ジョン勲章ナイトを授与された。
1927年9月3日に少尉としてにイギリス陸軍のグレナディアガーズに配属されたが、中尉に昇進した後、1929年9月7日に陸軍から引退した。同日に予備役に編入され、1949年1月1日に中尉から少佐に昇進した。1952年4月、中佐の名誉階級を与えられた。1955年4月9日、年齢制限の上限に達したことにより予備役から除隊した。
1956年8月6日に父が死去すると、エクセター侯爵位を継承した。
1981年10月21日に死去した。息子が夭折したため、爵位は弟ウィリアム・マーティン・アレインが継承した。

## 家族
1929年1月10日、メアリー・テリーザ・モンタギュー＝ダグラス＝スコット（Mary Theresa Montagu-Douglas-Scott、1984年没、第7代バクルー公爵ジョン・モンタギュー＝ダグラス＝スコットの娘）と結婚したが、2人は1946年に離婚した。
- 男子（1933年6月1日 – 1934年7月6日[2]）
- ほか4人の娘

1946年12月12日、ダイアナ・メアリー・ヘンダーソン（Diana Mary Henderson、1982年没、アーノルド・ヘンダーソンの娘、デイヴィッド・ウォルター・アーサー・ウィリアム・フォーブスの未亡人）と再婚した。